# Eric Sheppard
Eric Sheppard (16 oktober 1991) is een Australisch wielrenner. 

## Carrière
In 2011 won Sheppard de vierde etappe van de Ronde van Indonesië, waardoor hij naar de derde plaats in het algemeen klassement steeg. Na zijn derde plaats in de negende etappe nam hij de leiderstrui over van Bambang Suryadi. In de laatste etappe wist de Australiër zijn leidende positie met succes te verdedigen, waardoor hij Herwin Jaya opvolgde op de erelijst. Zo'n drie maanden later werd hij, achter Rohan Dennis, tweede op het nationale kampioenschap op de weg voor beloften.
In 2013 werd Sheppard, onder meer door driemaal bij de beste tien renners te finishen, elfde in het eindklassement van de Ronde van Korea. In 2014 won hij de eerste etappe van de Ronde van de Filipijnen, door solo als eerste over de finish te komen. De leiderstrui die hij daaraan overhield moest hij een dag later afstaan aan Choon Huat Goh. In het eindklassement werd Sheppard tweede, met een achterstand van ruim een minuut op Mark Galedo. Later die maand werd hij, achter Aleksandr Pljoesjkin en Ariya Phounsavath, derde in de Melaka Chief Minister's Cup.
Sheppard won in 2015, net als het jaar ervoor, de eerste etappe van de Ronde van de Filipijnen, ditmaal door de sprint met vier te winnen. In de laatste etappe verloor hij zijn leiderstrui aan Thomas Lebas, die zo het eindklassement op zijn naam schreef. De tweedaagse Ronde van Yancheng Coastal Wetlands, in november, was Sheppards laatste officiële wedstrijd.

## Overwinningen
2011
4e etappe Ronde van Indonesië
Eindklassement Ronde van Indonesië
2014
1e etappe Ronde van de Filipijnen
2015
1e etappe Ronde van de Filipijnen

## Ploegen
- 2013 –  OCBC Singapore Continental Cycling Team (vanaf 1-5)
- 2014 –  OCBC Singapore Continental Cycling Team
- 2015 –  Attaque Team Gusto